# Книжовни средища в Средновековна България
Сведенията за българските книжовни средища през Средновековието са твърде общи и непълни. Не са известни всички книжовни факти от миналото, които да очертават всестранно и точно литературния живот в различните селища на България. Част от запазените книги и оригинални старобългарски творби не съдържат указания за мястото на писането им и не насочват към мястото на създаването им.
Още преди появата на славянската писменост град Плиска се оформя като културен център. Там има добре подготвени писари – доброписци, владеещи литературен гръцки език, които водят кореспонденцията при държавната канцелария и оформят договорите. Има и хора с литературни интереси и заложби, задачата на които е да прославят владетелите, да увековечават паметта на видни боляри и войни. Върху камък са изписани първите български кратки летописи. В столицата се предполага че е написан и Именникът на българските князе. Когато учениците на Кирил и Методий идват в България, те се установяват в град Плиска, получавайки подкрепата на княз Борис. Наум Охридски и Константин Преславски започват своята учителска и книжовна дейност.
След преместването на столицата в Преслав (893 г.) там се съсредоточава интелигенцията. Градът бързо се издига в крупно книжовно средище. В преславските манастири работят многобройни преписвачи, преводачи и писатели. Оформя се т.нар. Преславска книжовна школа. Нейни най-изтъкнати представители са цар Симеон, Йоан Екзарх, Константин Преславски, Черноризец Храбър, Презвитер Григорий, Тудор Доксов. В Преслав цар Симеон създава първата българска библиотека. След бурния литературен разцвет през IX век в началото на X век книжовният живот обеднява, но Преслав не изгубва първостепенното си значение на книжовно средище. По всяка вероятност там работи Черноризец Петър, отъждествяван от някои учени с цар Петър, появяват се много преводи на апокрифи и на белетристични творби, започва борба между богомилите и феодалната власт, която се води и със средствата на литературата. В края на X век във връзка със защитата на официалното християнско учение възниква творбата на Презвитер Козма „Беседа против богомилите“. По това време в Преслав има вече не само царска и манастирски библиотеки, но и няколко частни библиотеки. Според Козма богатите притежавали в домовете си „Старият и Новият завет и други книги, пълни с поучителни слова и всякакви речи“. Цялата тази литература, нестигнала до нас, е създадена предимно в Преслав.
Наред с Плиска и Преслав важни книжовни центрове възникват и в Македония. Още през 886 г. княз Борис изпраща Климент Охридски като учител в областта Кутмичевица и му създава добри условия за просветна и творческа дейност. Той му подарява 3 къщи в Девол и места за отдих около Охрид и Главеница. Тези селища стават главните седалища на Климент, където той подготвя много ученици, започва своята преводаческа и писателска работа и става основоположник на Охридската книжовна школа. След назначаването му за епископ Климент работи предимно в Охрид и в Охридския манастир „Св. Пантелеймон“, където създава по-голяма част от своите похвални слова, служби, поучения и превежда Постния и Цветния триод. Измежду учениците на Климент мнозина се проявяват като книжовници. Житието на Наум, Житието на Климент, службите на Климент и Наум и богослужебните книги, преписани в Македония, са красноречиво свидетелство за жизнеността на Охридската книжовна школа през целия Х век. Тематиката на запазените творби, езикът на някои църковни книги и местата, където са намерени, свидетелстват, че през епохата на византийско владичество най-оживена дейност има в Македония – предимно в Охрид. Там освен книжнина на български език се създава и литература на гръцки език, предназначена за българските читатели. През ХI век в Охрид работи архиепископ Теофилакт, а по-късно (ХIII век) и Димитър Хоматиан.
След освобождението от византийска власт (1187 г.) столица на България става Търново. В скоро време градът се издига като голям политически, икономически и книжовен център. През 1211 г. се свиква събор против богомилите, в резултат на който се появява Бориловият синодик, допълнен през XIII-XIV в. с нови разкази, анатеми и славословия. Интерес представлява Търновското евангелие от 1273 г., писано на хартия, и евангелието от 1277 г., преписано от Вася Граматик. Особено голям културен растеж отбелязва Търново при цар Иван Александър. Тогава се превеждат нови разкази и хрониката на Константин Манасий, съставят се четивни сборници, пишат се похвали за царя, преписват се богослужебни книги. Най-интересните ръкописи от онова време са Софийски псалтир (Песнивец) от 1337 г., Манасиева хроника, предназначена за царската библиотека, Лондонското евангелие от 1356 г., писано също за царското семейство. В Търново са написани още Лаврентиев сборник от 1348 г., Митрофанов пролог от 1337 г., апостолски деяния, Лествица, слова на Йоан Богослов и др.
Търновската школа достига върха на своя книжовен разцвет през последните тридесет години на XIV в., когато работи Патриарх Евтимий Търновски – основоположник на нова езикова и литературна школа. При него в манастира „Св. Троица“ се стичат ученици от всички краища на България и от други славянски страни. Там Евтимий осъществява правописно-езикова реформа, като превежда отново много богослужебни книги. В Търново той създава своите похвали и жития, като поддържа връзки с духовници от Атон и Влахия. От школата на Евтимий излизат изтъкнати писатели – Григорий Цамблак, Константин Костенечки и др.
През втората половина на XIV в. като книжовно средище се очертава и Видин. В него през 1360 г. е съставен Бдински сборник, с жития на светци, преписват се книги, а в края на века с града се свързва името на Йоасаф Бдински.
Освен в Търново и Видин, през XIV в. се извършва значителна книжовна дейност и в много манастири. Оскъдните факти сочат като средища Парорийската обител, основана от Григорий Синаит и обединила в себе си български, гръцки и сръбски монаси, манастира „Епикернев“ в Сливенския Балкан, Килифаревският манастир, Лесновският манастир (Кратовско) и Атонските манастири – преди всичко българският Зографски манастир, в който още през X в. се създава българска книжнина. В Килифаревския манастир превежда от гръцки език Теодосий Търновски, там получават възпитание и първоначално образование бъдещите писатели Киприян и Евтимий. Завладяването на България от османците предизвиква сериозни изменения както в бита на народа, така и в книжовния живот. Много манастири са разрушени и унищожени като книжовни центрове. Част от населението на Търново е изселено, а интелигенцията е избита или прогонена. Това парализира за векове книжовната работа в тези градове. Поради сравнително по-благоприятните обществени условия книжовната дейност се съсредоточава предимно в западните области на българските земи. През XV-XVI в. значителни средища на българската книжнина са Кратово, София, Рилският манастир, Дебър и др.
Рилският манастир, опожарен през първата половина на XV в. и отново възстановен от родолюбиви българи, след пренасянето на мощите на Иван Рилски (1469) в него привлича много монаси и поклонници. Скоро той се превръща в стожер на българщината и на славянската книжнина и запазва огромното си значение в духовния живот на българския народ до края на османското владичество. С Рилския манастир свързват имената си Владислав Граматик и Димитър Кантакузин; там работят книжовниците Гавраил и Мардарий Рилски, а през XVII – XVIII в. и много други преписвачи и преводачи. В София около средата на XVI в. се появява и Софийската книжовна школа със своите най-изтъкнати представители Поп Пейо и Матей Граматик. В софийските манастири се преписват много книги.
През втората половина на XVI в. и главно през XVII в. като книжовни средища се оформят много манастири, предимно старопланински: Врачанският манастир „Св. Троица“, Етрополският манастир „Варовитец“, Ловешкият манастир „Ястреб“, Тетевенският манастир „Св. Илия“, Елешничкият манастир „Яковщица“, Черепишкият манастир, в Родопите – Кукленският манастир „Козма и Дамян“; в Македония – скопските манастири, Слепчанският и манастирът „Трескавец“ в Прилепско. В манастирите се преписват книги с богослужебен характер. В Етрополския манастир, където работят добре подготвени преписвачи – монах Даниил, Рафаил, Йоан и Василий Софиянин, се създава специфична калиграфска школа. Към края на XVII в. като книжовни средища израстват селища, които се ползват с привилегии и имат удобно местоположение. Те са главно старопланински и средногорски – Сопот, Карлово, Панагюрище, Копривщица, Трявна, Котел. Започва да се съживява и Търново.
През XVIII в. в българския книжовен живот се забелязва чувствително раздвижване, свързано с настъпилите икономически промени, с избистрящото се национално съзнание и с растежа на просветните нужди. Оформените през XVII в. книжовни огнища укрепват, възникват и нови – Враца, Самоков, Елена, Пирдоп, с. Жеравна и др. Отделни книги се преписват и в някои по-малки селища – в Дупница, с. Оризаре (Кочанско), Влашко село (Врачанско), с. Мокреш (Ломско), с. Хрельово (Самоковско), с. Мусина (Великотърновско) и др. Книжнината излиза от манастирите и от големите селища и започва да се създава из цяла България от духовни и светски лица. През османското владичество Зографският манастир запазва своя престиж като книжовен център; през XVII – XVIII в. във връзка с промяна в състава на монашеството важно средище на българската книжнина става и Хилендарският манастир. В него работят двама българи, свързани с началото на Българското възраждане – Паисий Хилендарски и Йосиф Хилендарец.